# Eileen Collins
Eileen Collins (Elmira, New York, 1956. november 19. –) amerikai űrhajósnő.

## Életpálya
1974-ben diplomázott az Elmira Free Akadémián, 1976-ban a Corning Community Kollégiumban matematikából szerzett diplomát. 1978-ban a Syracuse Egyetemen tanult, majd 1989-től a Webster Egyetemen űrrendszer menedzser diplomát kapott. Egyetemista időszakában pilótakiképzésen vett részt. Pilótaoktató, a második női pilóta aki tesztrepülő lett, a légierő ezredese. 1990-től részesült űrhajóskiképzésben. A rendelkezésre álló űrrepülőgépek minden példányát irányíthatta. 38 napot 8 órát 10 percet töltött a világűrben. Űrhajós pályafutását 2006-ban fejezte be. A NASA tanácsadójaként és a CNN hírcsatorna szakkommentátoraként tevékenykedett.

## Űrrepülések
- STS–63, a Discovery űrrepülőgép 20. repülésének pilótája. Az első amerikai repülés a Mir űrállomásra, telepítették az illeszkedő amerikai dokkoló modult. Első űrszolgálata alatt összesen 8 napot, 6 órát és 28 percet (198 óra) töltött a világűrben. 4 816 454 kilométert (2 992 806 mérföldet) repült, 129 kerülte meg a Földet.
- STS–84 az Atlantis űrrepülőgép 19. repülésének pilótája. A 6. repülés a Shuttle–Mir  program keretében. Több mint 4 tonna élelmiszert, kutatási eszközöket, műszereket szállított az űrállomásra. Második űrszolgálata alatt összesen 9 napot, 5 órát és 20 percet (221 óra) töltött a világűrben. 6 000 000 kilométert (3 700 000 mérföldet) repült, 144 alkalommal kerülte meg a Földet.
- STS–93, a Columbia űrrepülőgép 26. repülésének parancsnoka. Fő feladata a Chandra űrtávcső (hivatalosan: Chandra X-Ray Observatory) pályába helyezése volt. Éjszakai leszállással tértek vissza kiinduló bázisukra. Elvégezték a meghatározott kutatási, kísérleti feladatokat. Harmadik űrszolgálata alatt összesen 4 napot, 22 órát és 50 percet (119 óra) töltött a világűrben. 2 890 000 kilométert (1 800 000 mérföldet) repült, 80-szor kerülte meg a Földet.
- STS–114, a Discovery űrrepülőgép 31. repülésének parancsnoka. Utánpótlást vitt a Nemzetközi Űrállomásra (ISS). Fő feladatként határozták meg az űrrepülőgép külső hővédő felületének ellenőrzését, illetve a szükséges javítások végzését. Negyedik űrszolgálata alatt összesen 13 napot, 21 órát és 22 percet (333 óra) töltött a világűrben. 9 300 000 kilométert (5 800 000 mérföldet) repült, 219 alkalommal kerülte meg a Földet.

Csillagvizsgálót neveztek el róla. Az Encyclopædia Britannica besorolta azon 300 nő közé, akik életművükkel történelmet írtak. A Syracuse Hancock Nemzetközi Repülőtér előtti utat (Col Eileen Collins Blvd) róla nevezték el. 2006. június 4-én az Elmira Kollégium tiszteletbeli doktorrá fogadja.